# Joachim Holtz
Joachim Holtz (* 13. Dezember 1943 in Stolp, Pommern) ist ein deutscher Journalist und Auslandskorrespondent.
Er arbeitete für das ZDF und wurde vor allem durch seine Arbeit als Korrespondent in den seinerzeit aus deutscher Sicht bedeutendsten Ländern der Welt bekannt, darunter die DDR, USA, der UdSSR und die Volksrepublik China.

## Leben
Holtz begann nach dem Studium der Publizistik, Soziologie und Kunstgeschichte in Münster eine journalistische Ausbildung in verschiedenen Rundfunkanstalten.
Seit 1974 arbeitete er als freier Mitarbeiter, ab 1976 als fester Redakteur beim ZDF, zuerst im ZDF-Studio Hannover. Außerdem berichtete er als Korrespondent für Die Zeit und das Handelsblatt.
1980 bis 1984 arbeitete er als ständiger Korrespondent im ZDF-Studio Ost-Berlin u. a. auch für die Sendung Kennzeichen D. Anschließend übernahm er die Leitung des ZDF-Studios Moskau. Dort berichtete er von den politischen, sozialen und wirtschaftlichen Umwälzungen der UdSSR und des Ostblocks, was ihn einem breiten Publikum bekannt machte. Sechs Jahre verbrachte er in der Sowjetunion.
Ab September 1990 berichtete Holtz aus dem prestigeträchtigen ZDF-Büro New York. Von März 1993 bis 1998 hatte er die Leitung der Hauptredaktion Außenpolitik des ZDF. In dieser Funktion moderierte er auch die Auslandssendung auslandsjournal des Senders, kommentierte häufig sehr pointiert im heute journal und leitete die Auslandsberichterstattung. Bereits 1993 führte er regelmäßige Themenschwerpunkte zur Außenpolitik ein, über Südostasien, Schwarzafrika, die Südsee, über Nordafrika, Indien, Wasser und Russland. Von Oktober 1998 an arbeitete Holtz als ständiger Korrespondent in Peking, von wo er für die Bereiche China, Hongkong, Macau, Nordkorea und die Mongolei zuständig war. Holtz war einer der ersten westlichen Reporter, die intensiv aus der Mongolei berichteten. Seine Vorliebe sind lange, bildstarke, ruhig geschnittene Filme. Menschen stehen im Mittelpunkt, die Landschaft kann ihren Reiz entfalten.
So etwa in den Dokumentationen über das Jangtse-Hochwasser 1998, über den Gelben Fluss, über die Mongolei.
Im Ereigniskanal Phoenix gab Holtz in jedem Jahr einen vielseitigen Eindruck von der Entwicklung in China in der Reihe Mein Ausland. Helden des Alltags war der Titel einer Sendung, programmatisch für die Zielsetzung des Autors. 
Im Herbst 2005 liefen im ZDF mit großem Erfolg zwei seiner Filme unter dem Titel Reise durch das Reich der Mitte. In der Reihe Megacitys folgte 2006 ein facettenreicher Film über Shanghai.
Am 31. Dezember 2006 beendete er seine Arbeit als Leiter des ZDF-Studios Peking und war seitdem als freier Autor tätig. An der TU Dresden und an der Zeppelin University ist er als Dozent für Fernsehjournalismus tätig.

## Filmografie
- 1973–: auslandsjournal[2]
- 1979: Die Boat People kommen – Vietnamesen in der Bundesrepublik[3]
- 1981: Der Berliner Ring – Deutsch-Deutsche Wirklichkeit
- 1981: Wohnort DDR – Arbeitsplatz Bundesrepublik. Ein Schriftsteller in Deutschland: Rolf Schneider
- 1981: Die Schriftsteller und der Frieden (mit Ruprecht Eser)
- 1982: Ein Saarländer an der Spree: Erich Honecker
- 1982: Nachdenken über Deutschland (mit Günter Gaus)
- 1983: „...aber alles ist hier doch so langweilig“ – Jugendliche in der DDR
- 1985: Sowjetunion: Ein Weltkrieg ohne Ende
- 1989: Moskau läßt die Zügel locker
- 1990: Sowjetunion: Der Winter und die Krise
- 1991: Bilder aus Amerika: Georgia
- 1991: Bilder aus Amerika: Seattle
- 2000: Wenn die Natur zuschlägt[4][5]
- 2001: Mongolei: In den Klauen der Kälte
- 2002: Abenteuer Mongolei – Goldrausch in der Gobi
- 2002: Abenteuer Mongolei – Die Rückkehr des Dschingis Khan
- 2002: Mein Ausland: China im Jahr des Pferdes
- 2003: Die Schule der Höhlenkinder
- 2003: Chinas Ströme – Chinas Zukunft, Teil 3: Der Gelbe Fluss[6]
- 2003: China: Helden des Alltags
- 2005: Reise durch das Reich der Mitte[7]
- 2006: Shanghai – Stadt der geplanten Zukunft